# 프랭크 팬도
프랭크 팬도(Frank Pando, 1971년 11월 18일 ~ )는 칠레 출신의 미국 배우이다.
발파라이소에서 태어났다.

## 출연 작품

### 영화
- Live Free or Die (2006)
- 비지터 (2007) - 경찰 2 역
- Children of Invention (2009) - 브루스 역
- A Little Game (2014)
- 너는 여기에 없었다 (2017) - 에인절 역

### 텔레비전
- 소프라노스 (1999-2007)
- 서드 워치 (2001)
- 로앤오더: 범죄 전담반 (2002-09)
- 로앤오더: 성범죄 전담반 (2007)
- 뉴욕 특수수사대 (2009)
- 너스 재키 (2010)
- 대미지 (2011)
- 블루 블러드 (2014)
- 리미트리스 (2016)
- 그들이 우리를 바라볼 때 (2019)
- NCIS: 뉴올리언스 (2019)